# 해양박물관
해양박물관(海洋博物館)은 해양에 관한 것의 전시를 중심으로 한 박물관이다.

## 저명한 해양박물관

### 아시아, 오세아니아
- 오스트레일리아 국립 해양박물관, 시드니, 오스트레일리아
- 배의 과학관, 도쿄도, 일본
- 고베 해양박물관, 고베시, 일본
- 대한민국 국립해양박물관, 부산광역시, 대한민국

### 유럽
- Galata Museo del Mare, 제노바, 이탈리아
- 독일 해양박물관, 브레머하펜, 독일
- Musee National de la Marine in Toulon, 툴롱, 프랑스
- Museo Tecnico Navale, 라스페치아, 이탈리아
- 국립해양박물관 (영국), 그리니치, 영국
- Turkish Naval Museum, 이스탄불

### 북아메리카
- 사우스스트리트시포트, 뉴욕, 미국
- 미국 해군사관학교 박물관, 아나폴리스 (메릴랜드주), 미국
- 밴쿠버 해양박물관, 밴쿠버, 캐나다

## 같이 보기
- 국립해양박물관
- 박물관 배